# IC 959
IC 959 ist eine Spiralgalaxie vom Hubble-Typ Sa im Sternbild Bärenhüter nördlich des Himmelsäquators. Sie ist rund 307 Millionen Lichtjahre von der Milchstraße entfernt.
Das Objekt wurde am 20. April 1889 vom US-amerikanischen Astronomen Lewis Swift entdeckt.